# Noćni vozači
Noćni vozači (eng. They Drive by Night) je film noir  Raoula Walsha iz 1940. s  Georgeom Raftom, Ann Sheridan,  Idom Lupino i  Humphreyjem Bogartom.

## Radnja
Joe (Raft) i Paul Fabrini (Bogart) su vozači kamiona koji pokreću svoj mali posao. Nakon što su postali vlasnici male prijevozne tvrtke, Fabrinijevi se konstantno bore s distributerima i rivalima dok pokušavaju ostvariti veći uspjeh sa svojom transportnom kompanijom. Premoreni Paul zaspe za volanom i skrivljuje prometnu nesreću u kojoj gubi jednu ruku. Ogorčen, Paul prelazi preko samosažaljevanja i vraća se na posao kao dispečer za Fabrinijevu kompaniju. U međuvremenu, Joe se udvara lokalnoj konobarici Cassie (Sheridan), ali ga zavodi Lana Carlsen (Lupino), supruga Eda Carlsena (Halea), vlasnika velike prijevozničke tvrtke. Lana, zaljubljena u Joea, ubija svog muža i namješta da izgleda kao samoubojstvo. Nakon toga ponudi Joeu polovicu vlasništva u Carlsenovoj organizaciji. Joe prihvaća, ali odbija Lanine seksualne ponude. To razbješnjuje Lanu koja optužuje Joea za Carlsenovo ubojstvo.

## Glumci
- George Raft - Joe Fabrini
- Ann Sheridan - Cassie Hartley
- Ida Lupino - Lana Carlsen
- Humphrey Bogart - Paul Fabrini
- Gale Page - Pearl Fabrini
- Alan Hale - Ed J. Carlsen
- Roscoe Karns - 'Irac' McGurn
- John Litel - Harry McNamara
- George Tobias - George Rondolos

## Vanjske poveznice
- Noćni vozači u internetskoj bazi filmova IMDb-a
- Filmovi Raoula Walsha  Arhivirana inačica izvorne stranice od 13. siječnja 2007. (Wayback Machine)